# Кала намак
Кала намак (хинди काला नमक), или санчал — горная («гималайская») соль с характерным ароматом/привкусом серы, которую получают из галитовых озёр у подножья Гималаев на севере Индии. Несколько темнее розовой гималайской соли из Пакистана. Используется в аюрведической медицине. Известна тем, что придаёт аромат тухлых яиц смеси приправ чаат-масала. 
Необычный тёмный цвет (от коричнево-розового до тёмно-фиолетового) неизмельчённой соли объясняется присутствием грейгита, содержащего Fe3S4, а лёгкий кисловатый привкус — присутствием бисульфитов некоторых кислот. После измельчения цвет становится бледно-розовым. 
Для получения аромата сероводорода соль прокаливается в печи на протяжении суток (по классической методике — в запечатанном керамическом кувшине с добавлением древесного угля, кристаллической соды и небольшого количества почитаемых в «Аюрведе» целебными растений вроде амлы). Непривычные люди сравнивают аромат чёрной соли с кишечными газами. Премиальная соль после прокаливания какое-то время выдерживается, чтобы впитать аромат. 
Дешёвые имитации создаются путём смешивания обычной поваренной соли (часто происходящей с озера Самбхар) с различными сульфатами и последующего прокаливания этой смеси. На производстве подобной продукции специализируется округ Хисар.